# Helenio Herrera
Helenio Herrera (ur. 10 kwietnia 1910 w Buenos Aires, zm. 9 listopada 1997 w Wenecji) – argentyński piłkarz i trener piłkarski, nazywany „magiem futbolu”.

## Kariera piłkarska
Helenio Herrera urodził się w Argentynie, ale już w wieku 4 lat wraz z rodzicami przeniósł się do Casablanki w Maroku, gdzie wszyscy przyjęli obywatelstwo Francji.
Jako piłkarz grał na pozycji obrońcy w marokańskim klubie RC Casablanca, skąd w 1932 przeniósł się do francuskiego klubu CASG Paryż. Potem grał kolejno w: Stade Français, FCO Charleville, Excelsior Roubaix, Red Star Saint-Ouen, Stade Francais, EF Paris-Capitale, Puteaux, w którym rozpoczął karierę trenerską.

## Kariera trenerska
Po pracy trenerskiej z Puteaux i Club Francais, oraz reprezentacją Francji (1946–1948), z którymi nie odniósł wielkich sukcesów, Herrera przeniósł się do Hiszpanii, gdzie przez 6 lat trenował kolejno: Real Valladolid, Atlético Madryt, Deportivo La Coruna, Sevilla FC. w 1956 wyjechał na 2 lata do Portugalii, gdzie trenował CF Os Belenenses. W latach 1958–1960 trenował FC Barcelona, ale po konflikcie z jej największą gwiazdą Ladislao Kubalą, podał się do dymisji i przeniósł się do Interu Mediolan, z którym osiągnął swoje największe sukcesy trenerskie.
W Interze zaczął stosować taktykę zwaną Catenaccio (wł. rygiel, zasuwka). Polegało to oparciu taktyki przede wszystkim na obronie, w myśl motto Herrery: „jeśli nie stracimy bramki, nie przegramy meczu”. Przez catenaccio przylgnęło do niego etykietka „grabarza futbolu”, gdyż drużyny z Włoch zaczęły szybko naśladować taktykę Herrery, choć trzeba przyznać, że Inter pod jego wodzą prezentował całkiem widowiskowy styl gry, co zaowocowało sukcesami we Włoszech i w Europie. Równolegle z pracą w FC Barcelona i Interze, Herrera pracował z reprezentacją Hiszpanii (1959–1962), z którą gościł w Chorzowie w 1959 roku, na meczu w eliminacjach Pucharu Narodów. W latach 1966–1967 wspólnie z Ferruccio Valcareggim, prowadził reprezentację Włoch.
Po konflikcie z kierownictwem Interu, Herrera przeniósł się w 1968 do AS Roma. Z tego okresu najbardziej pamiętają go kibice w Polsce, za sprawą meczów Romy z Górnikiem Zabrze w półfinale Pucharu Zdobywców Pucharów. Po okresie pracy w Romie, powrócił w 1973 roku do Interu, ale nie odniósł tam już sukcesów, co spowodowane było atakiem serca po którym wycofał się z pracy trenerskiej. Powrócił do niej jeszcze dwa razy w 1978 w Rimini i w 1979 w FC Barcelona. W 1981 ostatecznie wycofał się z pracy trenerskiej. Resztę życia spędził na emeryturze w Wenecji.

## Sukcesy trenerskie
Atlético Madryt
- Mistrzostwo Hiszpanii: 1950, 1951
- Copa Eva Duarte: 1950

FC Barcelona
- Mistrzostwo Hiszpanii: 1959, 1960
- Puchar Króla: 1959, 1981
- Puchar Miast Targowych: 1958, 1960

Inter Mediolan
- Mistrzostwo Włoch: 1963, 1965, 1966
- Puchar Europy: 1964, 1965
- Puchar Interkontynentalny: 1964, 1965

AS Roma
- Puchar Włoch: 1969